# Bunkai
Bunkai (分解) är en term som används inom  japanska stridskonster, budō och är intimt förknippad med tillämpningen av sparringtekniker (kumite-waza) som uppkommit ur  kroppsförflyttningar (taisabaki) särskilt i "form" av (kata). Ordets bokstavliga betydelse är "analys". eller "plocka isär", Bunkai är den fortlöpande analysen av en katas effektivitet i rörelserna.
I kator utförs ofta de blockerande rörelserna samtidigt som rörelse framåt, vilket inte ställer sig praktiskt för Bunkai. Dessa blockerande rörelser bör utföras under en tai sabaki (体捌き), tillbakadragande rörelse, där motståndarens attack kunde undvikas och blockeringen enbart blir till en fint. Pinan Shodan ger exempel på detta och hur en analys kan te sig.